# Несвит, Иван Степанович
Иван Степанович Несвит — советский хозяйственный, государственный и политический деятель, Герой Социалистического Труда.

## Биография
Родился в 1914 году в станице Уманской. Член КПСС.
С 1938 года — на хозяйственной, общественной и политической работе. В 1938—1974 гг. — тракторист Восточной машинно-тракторной станции, красноармеец, участник Великой Отечественной войны, стрелок, командир отделения автоматчиков 8-й стрелковой роты 691-го стрелкового полка (383-я стрелковая дивизия 33-й армии, механизатор, комбайнёр Ленинградской МТС Краснодарского края.
Указом Президиума Верховного Совета СССР от 28 мая 1952 года присвоено звание Героя Социалистического Труда с вручением ордена Ленина и золотой медали «Серп и Молот».
Умер в Ленинградской до 1985 года.